# Gonatopus striatus
Gonatopus striatus är en stekelart som beskrevs av Jean-Jacques Kieffer 1905. Gonatopus striatus ingår i släktet Gonatopus, och familjen stritsäcksteklar. Arten är reproducerande i Sverige.